# Pas

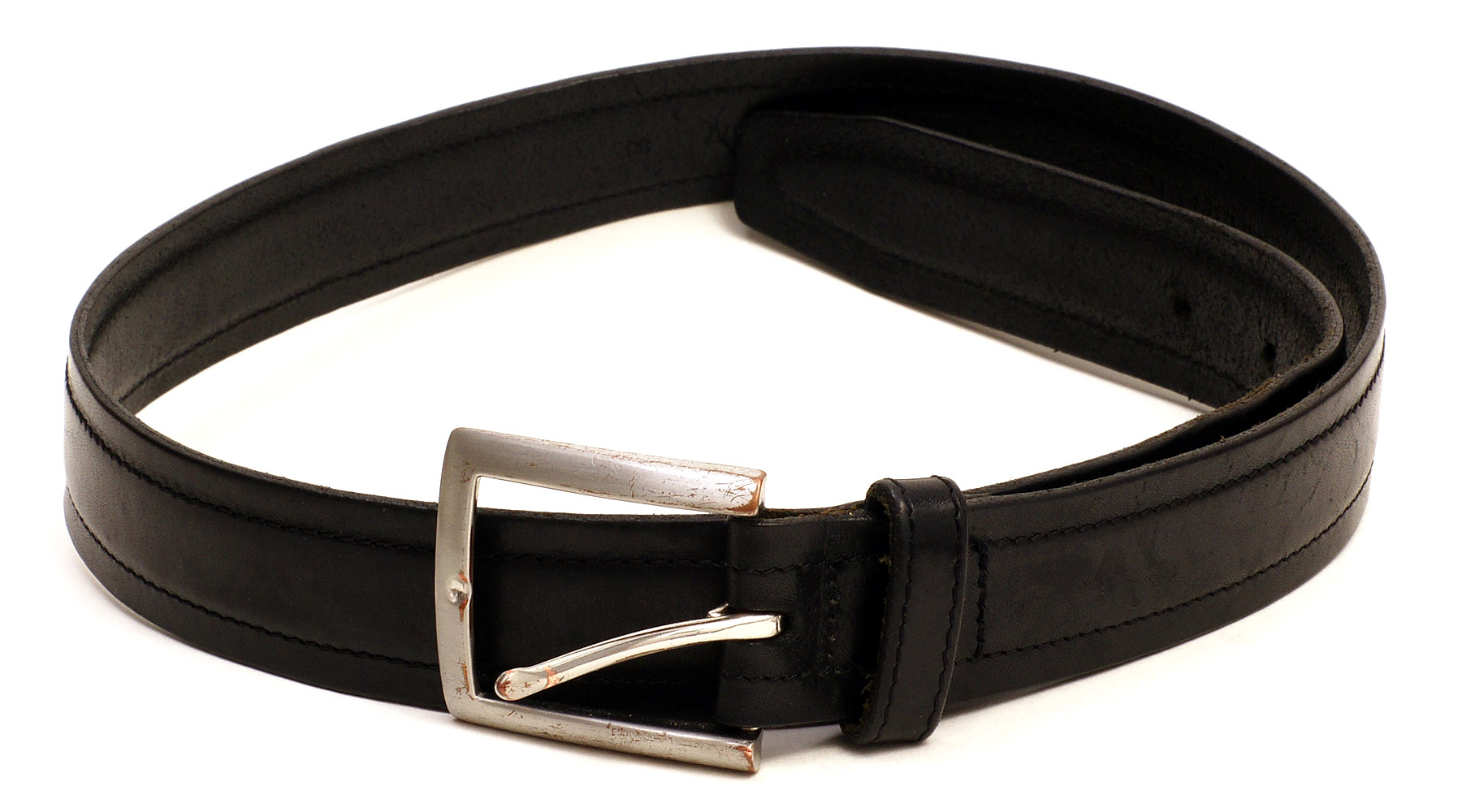
Pas skórzany

Pas – długi, wąski kawałek skóry, tkaniny lub innego materiału. Zazwyczaj służący do przytrzymywania spodni, koszuli itp. blisko ciała, ale niekiedy pełniący też funkcję czysto ozdobną. Zwykle zapinany jest na sprzączkę i przytrzymywany szlufkami.

## Galeria

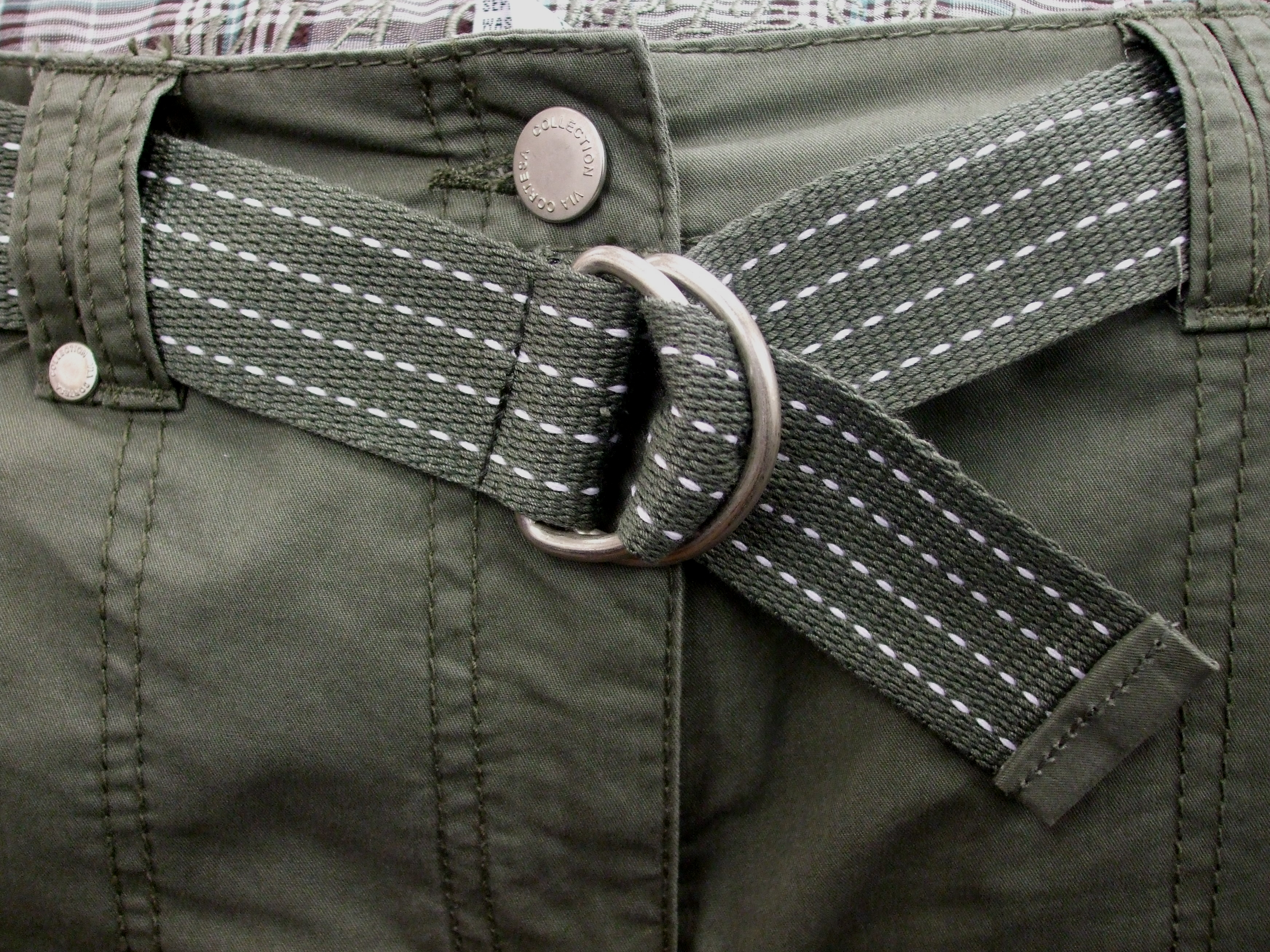
Pasek parciany
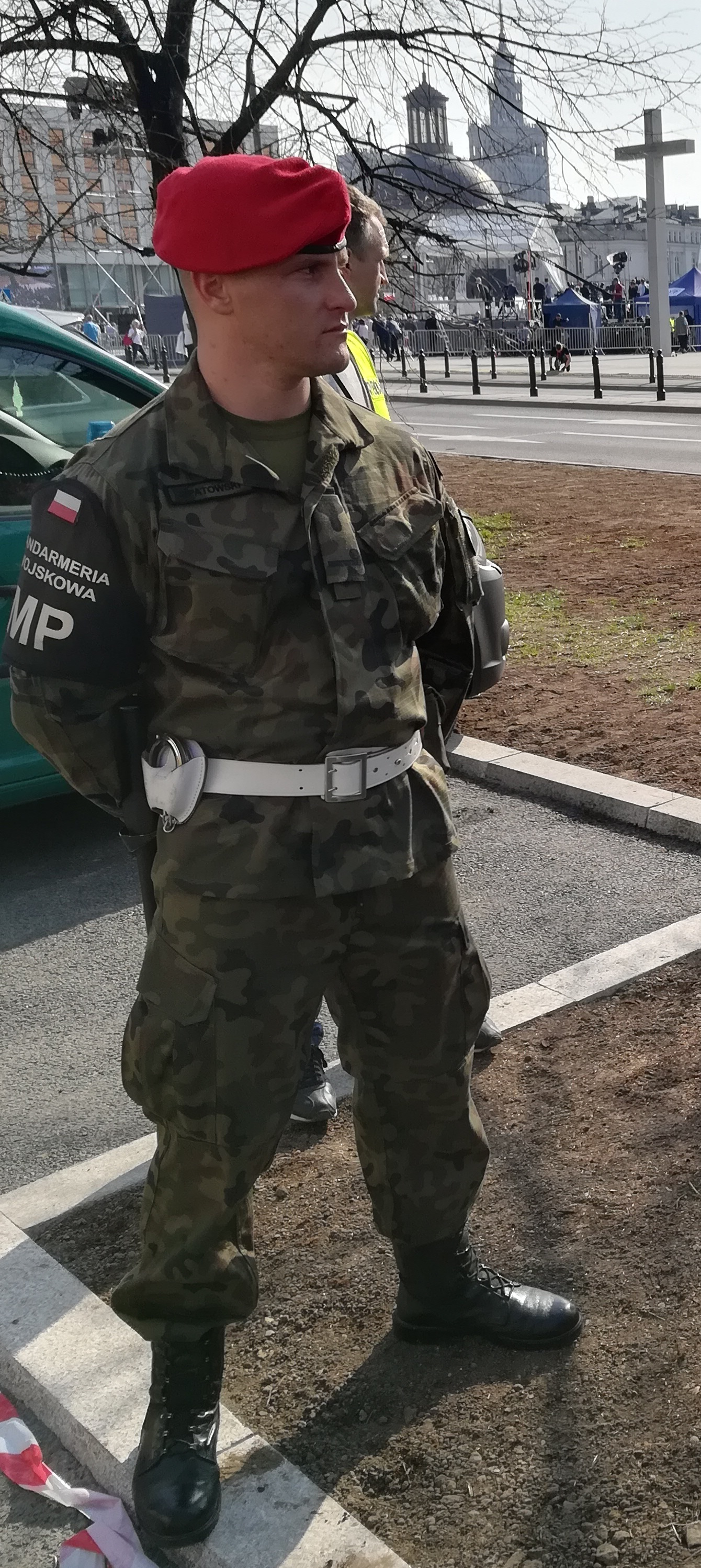
Żołnierz ŻW noszący charakterystyczny dla tej formacji biały pas
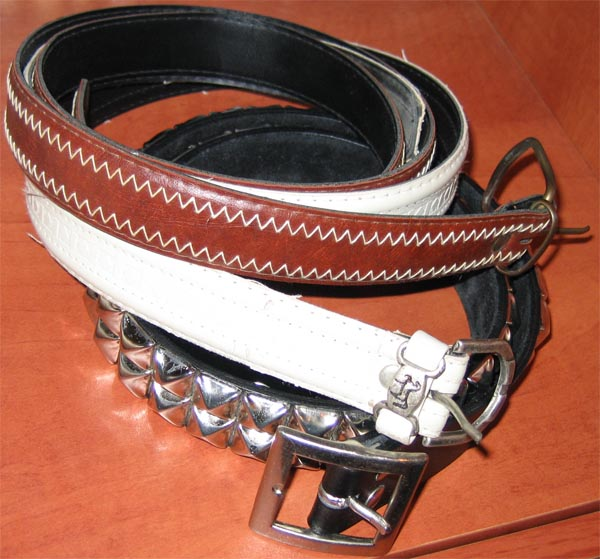
Paski skórzane i skórpodobne
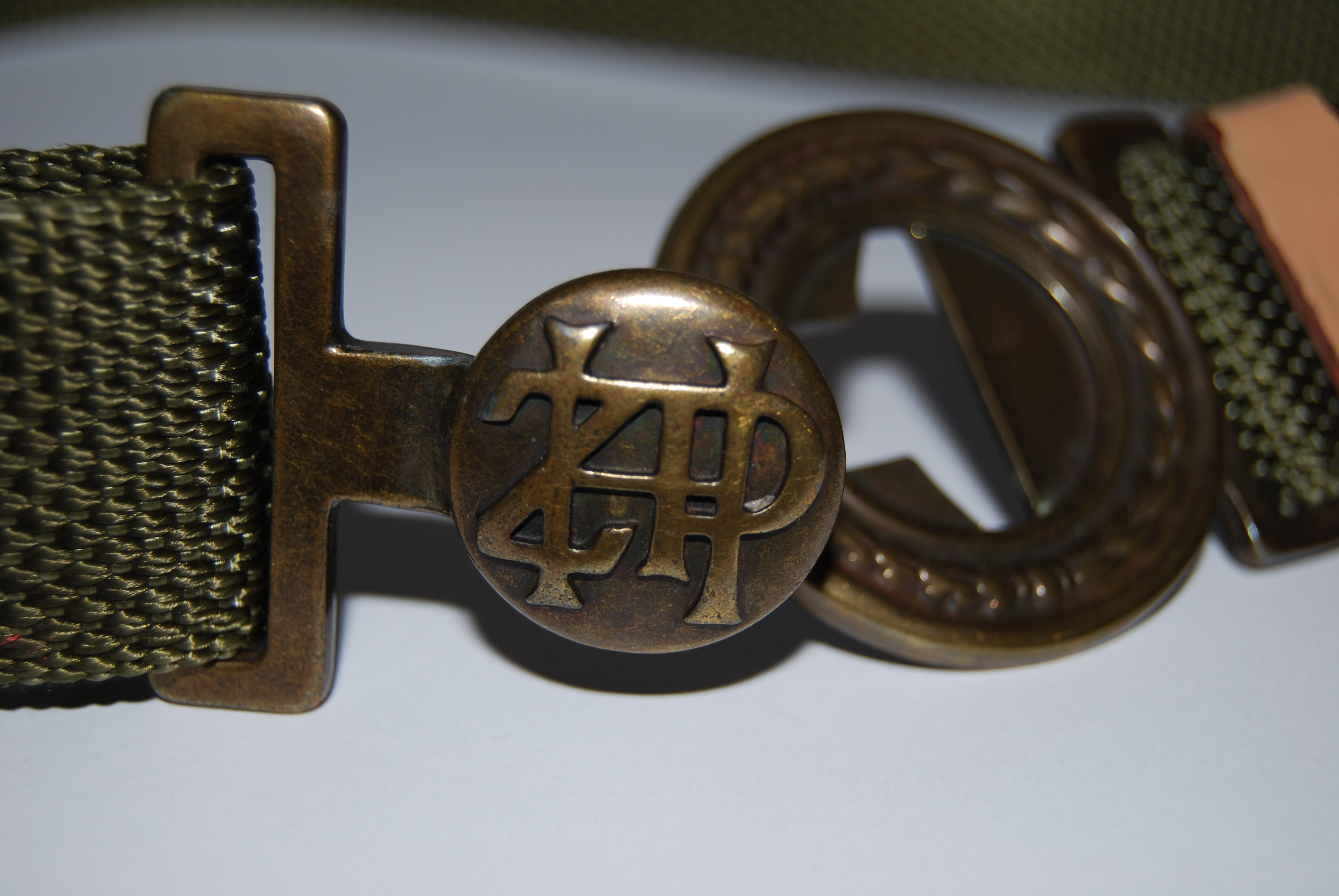
Pas harcerski